# Ponte Branca
Ponte Branca é um município brasileiro do estado de Mato Grosso. Localiza-se a uma latitude 16º45'51" sul e a uma longitude 52º50'00" oeste, estando a uma altitude de 424 metros. Sua população estimada em 2004 era de 1 980 habitantes.
Possui uma área de 690,471 km².

## História
Ponte Branca, teve origem no ano de 1905, com  Luiz Nogueira da Silva e Lucinda Nogueira que naquele ano, ali chegou acompanhado de sua  família, a fim de estabelecer fazenda agropecuária, sendo o Desbravador da região , Notou ele a fertilidade da região, as boas pastagens e a água em abundância, desenvolveu o cultivo da terra, e ao mesmo tempo que desenvolvera a criação de gado bovino. ao chegar na região no dia 05 de Dezembro de 1905 vindo de Frutal - MG, trazendo consigo sua família em um carro de boi, com aproximadamente 300 cabeça de gado  assim que chegou foi atacado pelos índios que ali Habitava , retornando para Minas Gerais , em 1906 retorna a mesma Região aonde estabeleceu sua Fazenda de Gado, chamada "Fazenda Velha" onde residiu até a sua morte .
Em 1907, a localidade recebeu o nome de "Alcantilado do Araguaia".
Em 02 de fevereiro de 1935, Simeão Martins Teixeira veio de Ituiutaba, Minas Gerais, a mando do Interventor de Goiás, Pedro Ludovico Teixeira, para construir uma ponte de madeira sobre o rio Araguaia. Ele também tinha a intenção de buscar diamantes no leito do Rio Araguaia.
Em 28 de junho de 1937, era inaugurada a primeira capela no Patrimônio, toda de palha, destinada ao culto do Senhor Bom Jesus da Lapa.
Em 1939, foi instalada a primeira casa comercial, de propriedade de Luiz Nogueira da Silva. Denominada casa de "Carne Nogueira".
Em 1942, Simeão levantou a ponte sobre o rio Araguaia, que foi destruída por uma enchente antes de ser entregue a Ludovico. Então ele construiu uma ponte provisória com a madeira branca cedida por Luiz Nogueira. Essa só dava passagem em determinada época do ano. Nesse momento, o lugar ficou conhecido como "Ponte Branca".
Em 17 de setembro de 1945 (Decreto nº 760), uma área de 3.600 ha foi reservada para a constituição do patrimônio do município, que foi criado em 01 de dezembro de 1953 (Lei nº 652).

## Geografia
O Clima do município é Tropical quente e úmido. Precipitação média anual de 1.750 mm, com intensidade máxima em dezembro, janeiro e fevereiro. Temperatura média anual de 24ºC, com maior máxima de 40ºC, e menor mínima de 0ºC.

## Últimos prefeitos eleitos
| Ano  | Prefeito          | Partido | Votos | %      | Ref    |
| ---- | ----------------- | ------- | ----- | ------ | ------ |
| 2004 | Jurani            | PPS     | 840   | 56,87  | [ 7 ]  |
| 2008 | Jaqueline         | PSB     | 858   | 100,00 | [ 8 ]  |
| 2012 | Humberto          | DEM     | 791   | 51,97  | [ 9 ]  |
| 2016 | Humberto Nogueira | PSDB    | 1.181 | 74,61  | [ 10 ] |
| 2020 | Clenei Parreira   | PODE    | 1.353 | 100,00 | [ 11 ] |
| 2024 | Clenei Parreira   | UB      | 1.538 | 100,00 | [ 12 ] |